# Modernité
Pour les articles homonymes, voir Modernité (homonymie).

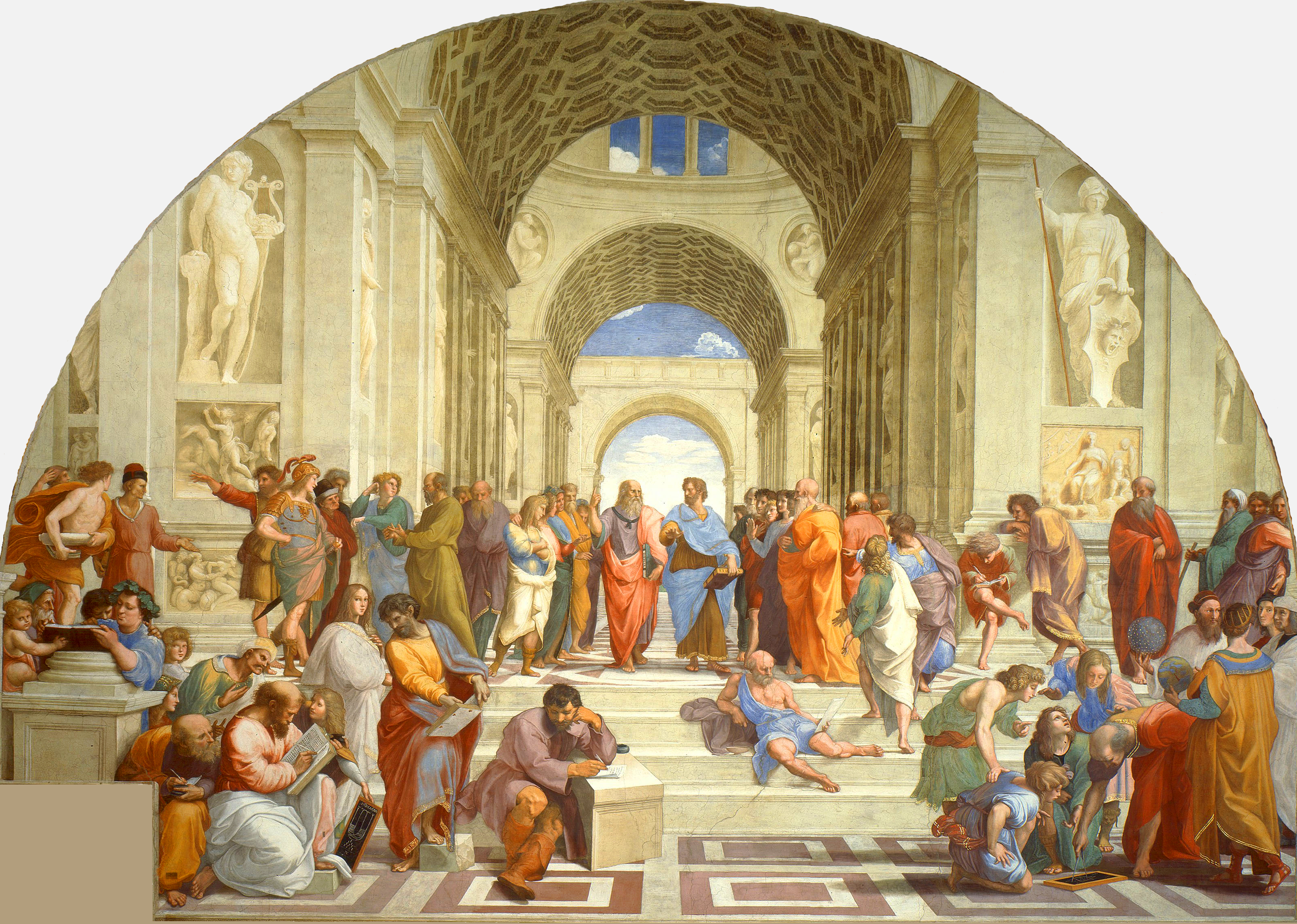
Formulé pour la première fois au début du XIXe siècle, le concept de modernité trouve l'une de ses premières origines dans la référence à la philosophie antique durant la Renaissance, et singulièrement dans les premières années du XVIe siècle, en même temps que l'humanisme.
L'École d'Athènes, fresque réalisée au Vatican par Raphaël entre 1508 et 1512.

La modernité est un concept désignant l’idée d'agir en conformité avec son temps et non plus en fonction de valeurs, considérées de facto comme « dépassées ». Les philosophes, anthropologues et sociologues traitent principalement de ce concept mais aussi les historiens, quand ils qualifient de « moderne » une des époques qu'ils étudient. Si bien que l'adjectif « moderne » est entré dans le langage usuel.
Très liée aux idées d'émancipation, de croissance, d'évolution, de progrès et d'innovation, le concept de modernité constitue l’opposé non seulement des idées d'immobilisme et de stagnation mais des idées d'attachement au passé (tradition, conservatisme…) : « être moderne », c'est d'abord « être tourné vers l'avenir ». En cela, le concept de modernité constitue ce que le sociologue Max Weber appelle un idéal-type, voire la base d'une idéologie.
En France, le mot n'émerge qu'au début du XIXe siècle mais certains philosophes — notamment Leo Strauss — font remonter le concept au début du XVIe siècle autour de la figure de Machiavel, pour exprimer l’idée que les humains conçoivent la politique en fonction de critères rationnels (économiques, démographiques…) et non plus, comme par le passé, en fonction de considérations religieuses ou théologiques. D'autres intellectuels, plus rares, font remonter les origines du concept de modernité à l'Antiquité grecque. Le thème de la modernité, comme celui du progrès, constitue l'un des principaux fondements de la pensée dite "humaniste".
À partir de la seconde moitié du XXe siècle, ce concept est de plus en plus fréquemment remis en cause par les intellectuels, considéré comme arbitraire, car indexé à l'idéologie du progrès. Mais le débat reste confus, les tenants d'une « post-modernité » s'opposant notamment à ceux d'une « non-modernité ». Au début du XXIe siècle, les avis demeurent partagés mais tous évoquent l'idée d'une « crise de la modernité » : le philosophe Marc Halévy, conclut à « l'échec de la modernité », le sociologue Olivier Bobineau estime que « nous sommes entrés dans une nouvelle phase de la modernité » et son confrère allemand Hartmut Rosa parle d'une « fuite en avant de la modernité ».
Autre sujet de débat : alors que la question de la modernité est le plus souvent circonscrite à l'Occident, certains intellectuels estiment que l'on peut considérer que l'Extrême-Orient a été "plus moderne" que l'Occident ou "plus tôt". Les publications se multiplient également quant au rapport de l'islam à la modernité.
Le thème de la modernité traverse plusieurs siècles et il est abordé dans de nombreux domaines (philosophie, sociologie, histoire ; mais aussi art, science, technique…). De nombreux livres et de nombreux articles lui sont consacrés. De surcroît, il ne cesse d'être ponctué de controverses, voire de polémiques. Différents penseurs recommandent d'éviter de l'hypostasier et d'engager en revanche une approche à la fois diachronique et transversale : réexaminer son sens en fonction des contextes tout en croisant les approches (philosophie, sociologie, histoire, histoire de l'art…). En France, une des analyses les plus significatives de cette approche transversale est celle du philosophe Jacques Bidet. Il voit dans la modernité, une « métastructure », une « matrice abstraite », au sens d'un présupposé à la fois économique, juridique, politique et idéologique, dont le point de départ serait le marché ; celui-ci étant considéré sous toutes ses formes : au sein du capitalisme mais aussi — et tout autant — au sein du « capitalisme d'État » qu'est le communisme,.

## Origines

### Le mot
Le mot "modernité" vient de l'adjectif "moderne", lui-même issu du latin tardif modernus — qui signifie "récent" ou "actuel" — et de l'adverbe modo - qui signifie "à l'instant" ou "il y a peu",. Selon Jürgen Habermas, ce serait à la fin du Ve siècle que le terme « moderne » aurait été utilisé pour la première fois.
L’adjectif modernus commence à être employé systématiquement à la fin du XIVe siècle, pour désigner à la fois une nouvelle forme de dévotion et une nouvelle manière de philosopher : la devotio moderna et la via moderna. D'après l'Oxford Encyclopedia Dictionnary, le terme modernity entre dans la langue anglaise en 1627 pour signifier "temps présent". Et en 1782, l'écrivain anglais Horace Walpole l'emploie dans sa Lettre sur la poésie de Thomas Chatterton.
En France, "modernité" apparait pour la première fois en 1822 dans un article de critique littéraire de Balzac,, dans lequel celui-ci entend indiquer "ce qui est moderne en littérature". Baudelaire l'emploie en 1859 dans sa critique du peintre Constantin Guys, intitulée Le Peintre de la vie moderne, qui sera publiée dans Le Figaro en 1863. En Allemagne, le mot "modernité" apparaît en 1886 quand Eugen Wolff prononce une conférence sur la littérature où il affirme : « Notre idéal suprême en art n’est plus le modèle antique mais le modèle moderne ». Et en 1889, on retrouve "modernisme" avec le sens de "goût prononcé pour les idées rompant avec la tradition et la recherche de tout ce qui est moderne".

### Le concept
Si le mot "modernité" n'émerge qu'au XIXe siècle, le concept qu'il recouvre est plus ancien.
Selon l'historien Pierre Chaunu, il remonte au début du XIVe siècle à travers deux expressions nouvelles — la devotio moderna et la via moderna — et renvoie à un nouveau type de relation de l'homme avec le temps, consécutivement à l'apparition des premières horloges mécaniques à la fin du siècle précédent : cette relation n'est plus exclusivement qualitative, elle est aussi quantitative et elle va le devenir de plus en plus : « à la question : qu'est-ce-que l'homme moderne ?, j'irai jusqu'à répondre en forme de boutade : c'est celui qui vit en regardant sa montre ».
L'usage de l'adjectif "moderne", tel qu'on l'entend habituellement aujourd'hui — "novateur" ou "innovant" —, remonte au milieu du XVIe siècle. Ainsi par exemple quand le tout premier historien de l'art, Giorgio Vasari, qualifie de maniera moderna la manière de peindre de Léonard de Vinci. On doit également à Vasari, un peu plus tard (en 1568) le terme « Rinascita » (Renaissance), pour décrire l'ensemble de la rupture stylistique qui s'opère à l'époque sous ses yeux dans le domaine artistique.
Ce n'est toutefois qu'à la fin du XIXe siècle que la sociologie, science alors naissante, s'empare véritablement du concept pour en faire un objet de recherche à part entière. On mentionne alors généralement les écrits d'Émile Durkheim, Georg Simmel et Max Weber.
La principale idée véhiculée et promue par le concept de modernité est l'idée d'autodétermination :

« le principe essentiel de la modernité est la liberté (ou plutôt) la faculté de s’autodéterminer. Il ne s’agit pas seulement du libre-arbitre, qui est la faculté de faire un choix libre (qui n’a rien de spécifiquement moderne), mais de la possibilité de définir par soi-même les normes de son existence. (…). La modernité va plus loin que la philosophie grecque, qui constitue la première rupture organisée avec l’idée de tradition : car si Socrate mettait en suspens la tradition, les coutumes et les mœurs établies, c’était pour scruter les véritables fins objectives de l’homme, la véritable norme éternelle, incréée : la nature. (…) (Or) la modernité n’accepte pas l’idée de nature humaine ; car pour elle, c’est l’homme qui invente sa propre nature au cours de l’histoire. »

En 1983, l'historien Jean Chesneaux estime que « la modernité à laquelle se réfèrent (aujourd'hui) docilement économistes et urbanistes, dirigeants agricoles et gestionnaires socio-culturels, celle dont nous avons l'expérience et dans laquelle nous nous débattons, n'a plus grand chose à voir avec la modernité comme référence culturelle, celle qui fascinait Baudelaire, celle dont se réclamèrent Rimbaud, Mirbeau, Cocteau et tant d'autres, celle que Benjamin saluait sous les traits de l'Angelus Novus de Paul Klee ». Commentant ce propos, le théoricien du langage, Henri Meschonnic s'en démarque vigoureusement et met en garde contre la tentation de « diviser la modernité, ce qui arrive quand on prend pour une évidence que l’urbanisme et l’économie, dans leurs conséquences quotidiennes, n’ont rien à voir » avec ce que célébraient les artistes et les intellectuels du XIXe siècle. Considérer ainsi la modernité, c’est se retrancher dans « des discours de spécialistes » et perdre ainsi de vue la globalité de tout un processus.

### La pertinence
Régulièrement, des intellectuels de disciplines différentes contestent la pertinence du terme « modernité » car ils objectent que, pris au sens littéral, il ne veut pas dire grand chose. Citons deux exemples.
En 1928, le psychiatre suisse Carl Gustav Jung affirme que la question essentielle n'est pas le concept de modernité mais la psychologie des humains quand ils se prétendent "modernes" :

« Des hommes modernes (en définitive), il n'en est pas beaucoup car leur existence exige la plus haute conscience de soi, une conscience intensive et extensive l'extrême, avec un minimum d'inconscience. (…) Ce n'est pas l'homme vivant actuellement qui est moderne, car alors tout ce qui vit aujourd'hui le serait ; c'est seulement celui qui a la plus profonde conscience du présent. (…) L'homme véritablement moderne se trouve souvent parmi ceux qui se donnent pour des gens vieillots. »

En 1974, l'historien de la littérature Hans Robert Jauss écrit :

« La prétention qu'implique le concept de modernité selon laquelle le temps présent ou bien notre époque aurait le privilège de la nouveauté et pourrait donc s'affirmer en progrès par rapport au passé est totalement illusoire. En effet, presque tout au long de l'histoire de la culture grecque et romaine, d'Homère à Tacite, on voit le débat entre les "modernes", les tenants de cette prétention, et les zélateurs des "anciens", se ranimer à tout moment, pour être chaque fois dépassé de nouveau en dernière instance par la simple marche de l'histoire. Les "modernes" devenant eux-mêmes avec le temps des "anciens" et de nouveaux venus reprenant alors le rôle des "modernes", on constate que cette évolution se reproduit avec la régularité d'un cycle naturel. »

Comme l'écrivait déjà La Bruyère à la fin du XVIIe siècle, « nous, qui sommes si modernes, serons anciens dans quelques siècles ». Alors, pourquoi toute cette littérature sur "la modernité" ? Et pourquoi, à la fin du XXe siècle, de nouveaux vocables se multiplient-ils, comme autant de surenchères (« postmodernité », « hypermodernité », etc.) ?
Le mot « modernité » n'est plus qu'un poncif et « son usage de plus en plus intempérant — non seulement en histoire, en esthétique, en critique littéraire mais aussi en économie, en politique ou en publicité — aboutit à une véritable cacophonie, mêlant les acceptions les plus contradictoires ». Pour autant, on va le voir, le thème continue d'absorber les réflexions des intellectuels comme « une crise d'adolescence de l'humanité qui s'éternise ».

## Quelques définitions liminaires
Bien que la pertinence du terme "modernité" soit régulièrement contestée, le concept "modernité", lui, est à l'origine d'un très grand nombre d'analyses. Se pose alors la difficulté de définir celui-ci. Selon l'universitaire Alexis Nouss, cette difficulté vient du fait qu'il repose sur deux socles distincts : d'une part la science historique, d'autre part la philosophie morale et les disciplines dérivées.

« La notion de modernité ne peut se suffire d'un simple emploi à fin de périodisation. Elle implique également une valorisation, dynamique qui - en tant que telle - ouvre une complexe problématique :
- il ne suffit pas d'être inscrit dans une période historique dite "moderne" pour qu'un sujet le soit automatiquement lui-même ;
- à l'inverse, on ne peut pas se proclamer tel en dehors d'une historicité justifiant cette valorisation.
Donc, à la fois s'opposent et se complètent les deux versants de la modernité : valorisation et périodisation. »

De fait, on retrouve cette bipolarité dans la quasi-totalité des définitions du terme.

### Encyclopedia Universalis (1985)
« La modernité n'est ni un concept sociologique, ni un concept historique. C'est un mode de civilisation caractéristique, qui s'oppose au mode de la tradition, c'est-à-dire à toutes les autres cultures antérieures ou traditionnelles : face à la diversité géographique et symbolique de celles-ci, la modernité s'impose comme une, homogène, irradiant mondialement à partir de l'Occident. Pourtant elle demeure une notion confuse, qui connote globalement toute une évolution historique et un changement de mentalité.
Inextricablement mythe et réalité, la modernité se spécifie dans tous les domaines : État moderne, technique moderne, musique et peinture modernes, mœurs et idées modernes - comme une sorte de catégorie générale et d'impératif culturel. Née de certains bouleversements profonds de l'organisation économique et sociale, elle s'accomplit au niveau des mœurs, du mode de vie et de quotidienneté - jusque dans la figure caricaturale du modernisme. Mouvante dans ses formes, dans ses contenus, dans le temps et dans l'espace, elle n'est stable et irréversible que comme système de valeurs, comme mythe - et, dans cette acception, il faudrait l'écrire avec une majuscule : la Modernité. En cela, elle ressemble à la Tradition. »

### Dictionnaire des sciences humaines (2004)
« On s'accorde à identifier la modernité avec la période historique qui s'ouvre en Occident avec la Renaissance (XVe siècle). Cette ère nouvelle est marquée par des transformations de grande ampleur qui ont affecté à la fois les structures sociales (urbanisation, naissance du capitalisme…), les modes de vie et les valeurs (individualisme, avènement des libertés publiques, égalité des droits), les idées (essor de la pensée rationnelle, des sciences…) et la politique (démocratisation). La raison, l'individu, le progrès, l'égalité, la liberté : tels seraient donc les mots clés de la modernité. »

### RevueLe Philosophoire(2005)
En décembre 2005, la revue Le Philosophoire consacre un numéro spécial au concept de modernité. En ouverture, Vincent Citot, son directeur, écrit :

« Le moderne n’est pas le contemporain, l’actuel, le nouveau ou le présent. L’usage confond le moderne et l’actuel (mais) si la modernité n’était rien d’autre que la contemporanéité, il n’y aurait là rien à penser, sinon le passage comme tel du temps. L’idée de modernité ne peut faire l’objet d’aucune intuition transcendantale a priori : elle ne prend sens que dans et par l’histoire des hommes. La modernité, comme tournant significatif dans l’histoire de l’occident, relève en premier lieu de l’analyse historique : il appartient aux historiens d’en déterminer la signification, l’origine et le devenir. A quelles conditions cette question historique peut-elle devenir une question philosophique ? Il faut passer de l’histoire à la philosophie de l'histoire puis de celle-ci à la philosophie générale. »

### Thierry Ménissier (2009)
Introduisant son cours « Qu'est-ce que la modernité ? » (à l'université Grenoble-Alpes en 2009), l'universitaire Thierry Ménissier écrit :

« (On entend par) modernité toute la période qui commence à partir de la fin du Moyen Âge et qui dure encore aujourd'hui. Il convient aussi de remarquer que la modernité correspond aussi bien à une « ère » (temporelle) qu'à une « aire » (géographique : l'Europe). Mais les choses sont d'emblée complexes, car à côté de cette signification générique, le terme possède deux acceptions historiques plus précises :
- première modernité, à la Renaissance : en fonction des thèmes humanistes – par référence aux « Anciens » considérés comme des « classiques » (…) ;
- deuxième modernité, à partir du XVIIIe siècle : rupture explicite et forcée avec les Anciens. (…)
On sent donc, à l'issue de ce simple repérage de la signification historique de la notion de modernité, que celle-ci est sous-tendue par des représentations et des valeurs – par conséquent qu'elle est historique parce qu'elle est philosophique. »

## Les valeurs de la modernité
Selon le sociologue suédois Göran Therborn, « les valeurs de la modernité sont tout d’abord celles de la religion chrétienne et de sa sécularisation, celles de l’État-nation et de la citoyenneté, celles enfin de l’individualisme et du sentiment de classe ». D'autres intellectuels adoptent des critères supplémentaires, tels Jacques Attali, selon qui « le terme désigne une conception de l'avenir mêlant liberté individuelle, droits de l'homme, rationalisme, positivisme, foi dans le progrès… La liberté est conquête mais on en cherche le moteur. Pour Tocqueville, c'est la démocratie ; pour Saint-Simon, l'industrie ; pour Auguste Comte, la science ; pour Marx, la lutte des classes ; pour Max Weber, la rationalisation… ».
En consultant la littérature sur le sujet, on peut esquisser une typologie de la modernité.

### Philosophie, temps et histoire
Certains intellectuels identifient l'émergence du concept de modernité avec la naissance de la philosophie en tant qu'exercice de l'esprit critique et du libre examen : la pratique philosophique est ce par quoi les humains pensent par eux-mêmes, au moyen de la raison, du fait que celle-ci est à la fois réflexive et discriminante (le mot "critique" vient du grec krinein, qui signifie "trier") : en posant l'exigence de se connaître soi-même, Socrate serait donc en quelque sorte le "premier moderne". "Connaissance de soi" signifiant "approche de soi dans la durée" (naissance et mort étant posés comme les deux bornes de l'existence), la prise en considération du facteur temps constitue l'un des grands axes de la posture philosophique. Ainsi pour bon nombre de commentateurs, la conception du temps et la philosophie de l'histoire orientent et structurent avant tout le concept de modernité.
Les historiens estiment que la conception moderne de l'histoire a émergé à la fin du Moyen Âge. L'Allemand Friedrich Ohly situe l'amorce du processus à la "Renaissance du XIIe siècle" en France. Mais alors que l'on associe traditionnellement la modernité à tout ce qui s'oppose à la tradition, Ohly considère que ce qui se manifeste chez les intellectuels de l'époque, c'est une volonté de la dépasser ; ceci en concevant le temps non plus sur le mode cyclique du retour au même mais sur celui de la succession typologique : « la typologie établit entre l'ancien et le nouveau une relation de l'un par l'autre : le nouveau rehausse l'ancien, l'ancien survit dans le nouveau ; il est la rédemption de l'ancien, sur lequel il se fonde » ; conception que résume l'adage de Bernard de Chartres, Des nains sur des épaules de géants : quiconque a une ambition intellectuelle doit s'appuyer sur les travaux des penseurs du passé. De ce désir de connaître les Anciens naîtront, au XIIIe siècle, les premières universités.
Pour beaucoup, la modernité se construit en tension avec le Moyen Âge : ne dit-on pas, souvent, que les temps modernes débutent « à la fin » du Moyen Âge ? C'est sur cette base que des sociologues des XIXe siècle et XXe siècles, tels que Jacob Burckhardt (par les liens d'un individu avec le spirituel ou la communauté), Ferdinand Tönnies (par l'importance de l'argent), Georg Simmel (destruction de cercles d'intérêts), ou Émile Durkheim (absence de règles de la vie moderne), expliquent l'apparition de la modernité. Cependant cette approche se montre vite limitée : par exemple, alors que Jacob Burckhardt avait commencé à penser la modernité comme un progrès par rapport au Moyen Âge, il change radicalement d'opinion à la fin de sa vie pour considérer que la modernité est au contraire un déclin par rapport au Moyen Âge. Max Weber insiste au contraire sur la continuité qui existe entre les deux périodes, en affirmant que c'est au Moyen Âge que se construit le monde moderne. Selon lui, si l'on considère les groupes sociaux sous l'angle de la rationalité des personnes qui les constituent, on s'aperçoit qu'ils développent une qualité d'ordre, qui dépassent, dès l'origine, les supposés ordres établis de la société moyennageuse qu'étaient les religieux, les nobles et les travailleurs. En fait, pour lui, le Moyen Âge constituait, déjà, une société moderne.
Estimant que toute conception du temps dépend des instruments de mesure, Pierre Chaunu situe l'émergence de la notion de modernité au début du XIVe siècle, quand les premières horloges mécaniques sont installées en haut des clochers d'églises. Cette notion « suppose un temps qui se déroule, qui dessine une sorte de flèche vers l'avenir ». C'est ainsi, avance Chaunu, que les humains se focalisent alors sur les faits récents ou actuels et sont amenés à se projeter dans le futur. Et, dès lors que les instruments de mesure se perfectionnent, les échelles de temps sont plus longues : on ne pense plus seulement en fonction du lendemain ou de la saison prochaine mais des années suivantes. Ainsi la conception du temps prend-elle au fil des siècles une signification plus concrète (plus matérialiste) tandis que, simultanément, les humains intègrent le sens du temps long. Et ainsi se forge une philosophie de l'histoire ayant valeur collective : le progrès.
L'expression « philosophie de l'histoire » apparaît chez Voltaire en 1765 . Mais c'est au prussien Emmanuel Kant que revient en 1784 l'initiative de justifier cette approche (Idée d'une histoire universelle d'un point de vue cosmopolitique). Considérant l'histoire comme une masse hétérogène de faits (non seulement les événements politiques mais aussi ceux qui ponctuent la vie quotidienne), il s'efforce de retirer un sens de cette hétérogénéité même. Plaçant l’homme au centre du monde, "comme Copernic avait situé le soleil au centre de l'univers", il considère qu'il est libre, « autonome », et qu'il puise cette liberté précisément dans l'exercice de sa raison. Mais partant de l'hypothèse que l'existence d'un individu est trop courte pour lui permettre de faire toutes les expériences nécessaires à son développement, Kant estime que le fil directeur de l’histoire est l'inscription progressive de la raison dans les institutions, grâce à la transmission du savoir d'une génération à l'autre. C'est donc sur l’humanité tout entière, plus exactement sur sa capacité à capitaliser la rationalité du savoir au fil du temps, que repose selon lui le « progrès » de l'humanité.
Au début du XXe siècle, sous l'influence — entre autres — des futuristes italiens, l'accroissement de la vitesse devient un symbole de modernité, rendu possible par toutes sortes de machines. Et de fait, à la fin du siècle, de nombreux sociologues pensent que l'une des principales caractéristiques de l'époque est la mise en place de dispositifs permettant aux humains de gagner sans cesse et toujours plus de temps : les TGV, les fast-foods, le speed dating, le just-in-time, l'augmentation de la fréquence des cycles de production, la banalisation des procédures d'urgences,… Ce phénomène connait une accélération foudroyante avec l'invention du microprocesseur dans les années 1970 : l'ingénieur Gordon Moore prédit alors que les équipements électroniques vont devenir de plus en plus rapides bien que de plus en plus petits et de moins en moins coûteux (Loi de Moore).
Au début du XXIe siècle, ce développement exponentiel de l'électronique, couplé à l'apparition d'internet, conduit certains philosophes à reconsidérer le concept de modernité : « ce qui est en cause, quand on parle de modernité, c'est l'accélération du temps » (Peter Conrad) ; « la modernité, c'est la vitesse » (Thomas Eriksen) ; « la modernité signifie l'accélération du temps » (Hartmut Rosa)…

### L'État, expression de la providence
Pour certains historiens — tels l'Américain Joseph Strayer — les origines de l'État moderne remontent à la fin du Moyen Âge. Jean-Philippe Genet retient principalement trois facteurs : le développement du féodalisme ; le rôle nouveau de l'Église dans l'Europe latine, « tel qu'il est redéfini par la réforme grégorienne (au XIe siècle) avec une séparation complète du rôle des laïcs et celui des clercs » ; l'essor de l'économie européenne et singulièrement celui des villes (au XIIe siècle), lequel « permettra à l'Occident de s'assurer ensuite une véritable suprématie économique et le contrôle des routes commerciales du monde ». S'opposant ouvertement aux États pontificaux, l'Empire germanique se fait appeler Saint Empire à la fin du XIe siècle : le souverain n'est plus adoubé par le pape mais il est admis que son autorité lui vient directement de Dieu (monarchie de droit divin).

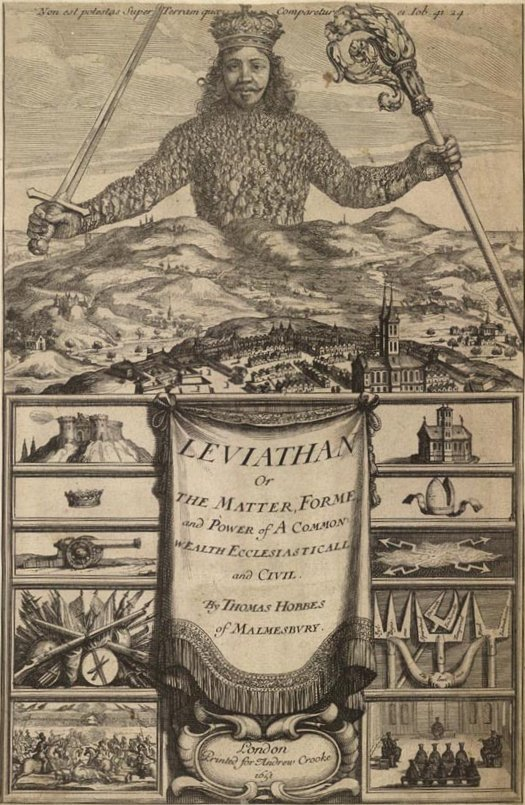
Frontispice du Léviathan, ouvrage publié par Thomas Hobbes en 1651 et qui traite de la souveraineté de l'État.

Ce n'est toutefois que durant la seconde moitié du XVe siècle, quand Louis XI unifie le royaume de France, qu'émerge véritablement l'État moderne : l'État-nation. Au début du XVIe siècle le Florentin Machiavel formule les premières théories justifiant son existence et ses modes de fonctionnement. Au milieu du XVIIe siècle, l'Anglais Thomas Hobbes contribue à renforcer cette légitimité (Le Léviathan, 1651), inaugurant ainsi la philosophie politique comme discipline. Assimilant la religion à de la superstition, il estime qu'il convient de désacraliser la personne du monarque. L'appareil d'État démontre à ses yeux la capacité des humains à administrer leurs territoires selon leur libre-arbitre et leurs intérêts propres. Le rôle de l'État est de sauvegarder leurs droits, dits « naturels ».
Le concept hobbesien de contrat social irrigue toute la philosophie des Lumières, à la fin du XVIIIe siècle, et porte l'idéal révolutionnaire, en France comme aux États-Unis. Grand admirateur de la Révolution, l'Allemand Hegel se livre au début du XIXe siècle à une véritable apologie de l'État : plus qu'un simple organe institutionnel, il est selon lui « la forme suprême de l'existence », « le produit final de l'évolution de l'humanité », « la réalité en acte de la liberté concrète », le « rationnel en soi et pour soi ».
Quelques penseurs, dont Tocqueville, s'inquiètent de cette soudaine montée en puissance de l'État et les anarchistes protestent vigoureusement mais leurs vues restent minoritaires. Lorsqu'éclate la Révolution russe, en 1917, l'Allemand Max Weber voit dans l’État une structure parvenue « à imposer le monopole de la violence physique légitime ». Selon lui, ce fait constitue l'un des premiers fondements du concept de "modernité" car il « repose sur la croyance quotidienne en la sainteté de traditions valables de tous temps et en la légitimité de ceux qui sont appelés à exercer l'autorité par la domination ».
En Union soviétique, le communisme est encadré par un solide appareil bureaucratique, lui-même encensé par un vaste dispositif de propagande. Le psychanalyste suisse C.G. Jung dira plus tard que « l'État s'est mis à la place de Dieu (…), les dictatures socialistes sont des religions au sein desquelles l'esclavage d'État est un genre de culte divin, ». Et en 1922, quelques années avant d'adhérer au parti nazi, le philosophe Carl Schmitt affirme lui-même que « tous les concepts prégnants de la théorie moderne de l'État sont des concepts théologiques sécularisés ».
Même au sein des démocraties dites libérales, l'État joue un rôle majeur, notamment au travers des politiques keynésiennes à partir de la Seconde Guerre : en 1942, le rapport Beveridge préconise la mise en place de l'État-providence en Grande-Bretagne et, deux ans plus tard, le Français Raymond Aron qualifie la politique de « religion séculière ».
De fait, les états "modernes" encadrent toutes les activités humaines : non seulement ils assurent les fonctions régaliennes (défense, justice…) mais ils prennent en charge le confort matériel (santé, culture…), au point que certains évoquent les institutions de la modernité. Un certain nombre d'intellectuels remettent en cause le caractère totalitaire de l'État, à commencer par les défenseurs du libéralisme économique et les tenants de l'anarchisme. Mais d'autres également, pour des raisons totalement étrangères à l'économie ou à la politique mais relatives à l'éthique. C'est le cas du Français Jacques Ellul : « Les hommes, dans toutes les sociétés, même quand ils protestent contre l'ingérence du pouvoir, déclarent le haïr et réclament la liberté, ont mis leur espérance et leur foi dans l'État : c'est finalement de lui qu'ils attendent tout ». (…) Ce n'est pas l'État qui nous asservit, même policier et centralisateur, c'est sa transfiguration sacrale.

### Du Nouveau monde à la mondialisation
L'année 1492, date de la découverte de l'Amérique par Christophe Colomb, sert fréquemment de référence aux historiens comme amorce des temps modernes. De fait, en explorant puis en conquérant le "Nouveau Monde", les Européens ne vont avoir de cesse de découvrir d'autres mondes puis "le" monde dans sa globalité : En 1517, l'équipage de Magellan effectue le premier tour de la Terre, qu'il achève en 1522, trente ans seulement après l'exploit de Colomb.

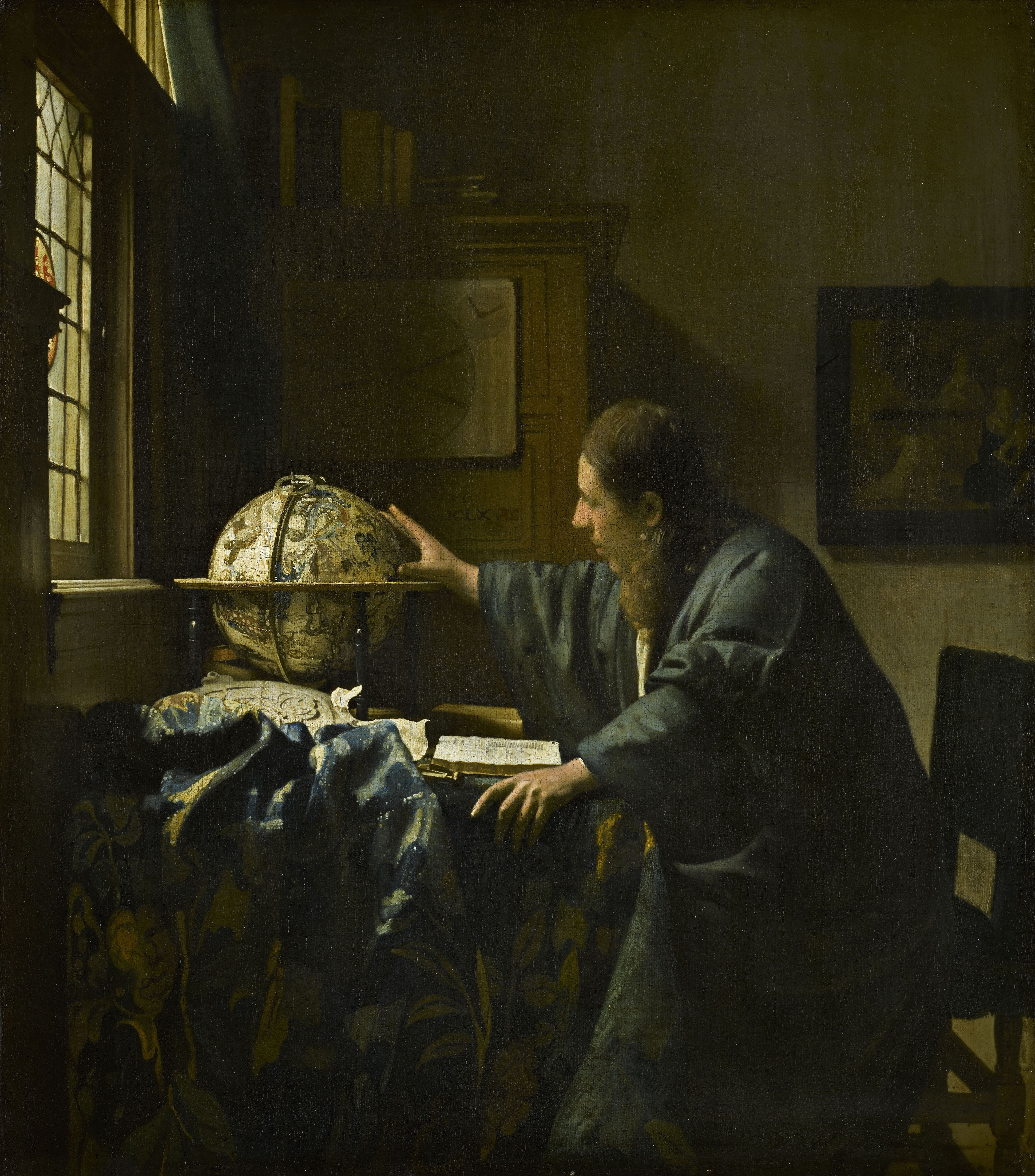
L'exploration du monde puis celle de l'espace constituent les premiers symboles de la modernité.
L'Astronome, tableau de Johannes Vermeer (1668)

Par l'intermédiaire des explorateurs, mais également des astronomes — qui, à la suite de Copernic, n'ont de cesse d'explorer des yeux le système solaire pour en comprendre la morphologie — l'ensemble de l'humanité se forge une nouvelle conception du monde qui, elle-même, sert en retour de justification à l'esprit de conquête, voire plus tard au colonialisme et à la "conquête de l'espace", celui-ci étant désormais compris comme une nouvelle frontière.

« La mondialisation, c’est-à-dire l’extension de la circulation à l’ensemble de la planète, débute à la fin du XVe siècle, avec les grandes découvertes. Elle ne cesse de progresser depuis, mais à des rythmes inégaux. Rapide au XVIe siècle, il faut attendre la fin du XVIIIe siècle pour qu’elle touche l’ensemble des littoraux du Pacifique et le XIXe siècle pour qu’elle pénètre au cœur des continents. Le rail et le bateau à vapeur lui font alors faire un bond considérable. »

Pour autant que la notion de mobilité est associée à celle de modernité, faut-il y voir nécessairement la marque de l'esprit de conquête et du volontarisme ? Pas forcément, répond Bernard Vincent, directeur d'études à l'EHESS :

« Avant tout autre, la première conséquence des événements de 1492 est une formidable migration humaine. Sous la pression des contraintes économiques et de l'affirmation de l'intolérance, des milliers d'individus furent condamnés à la mobilité. Et le sont encore. Vérité d'hier, vérité d'aujourd'hui. »

Selon André-Jean Arnaud, directeur de recherche émérite au CNRS, ce qu'on entend par "mondialisation" n'est rien d'autre que l'imposition forcée à l'ensemble du monde des valeurs de "la modernité" : « Le processus de mondialisation emporte, au nombre de ses effets, un défi aux modes traditionnels de régulation juridique dont la conception plonge ses racines dans la pensée juridique et politique occidentale. » De fait, on entend généralement par "occidentalisation" le fait que, depuis 1492 jusqu'aux attentats du 11 septembre 2001, à New York, la société occidentale s'impose auprès du reste du monde comme un véritable modèle (lire plus bas).

### La Réforme: les individus seuls face à Dieu

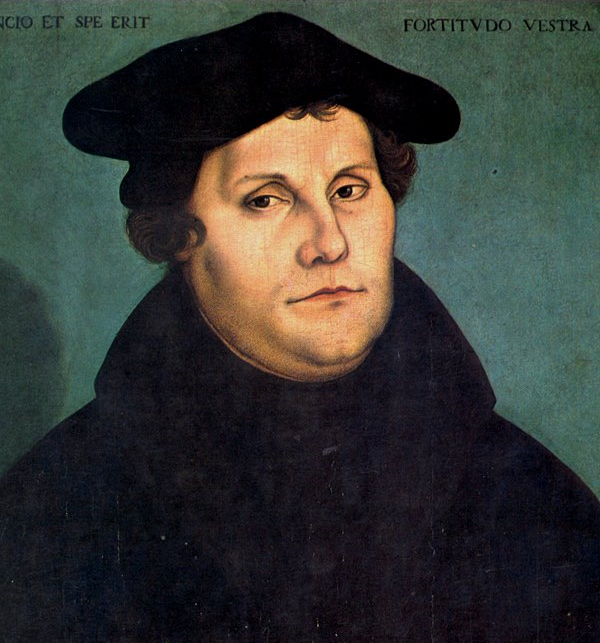
Martin Luther en 1529

En 1517, le moine Martin Luther initie le mouvement de la Réforme, dont les conséquences vont être considérables. Le protestantisme, en effet, n'est pas seulement une nouveauté sur le plan théologique :
- d'une part, il va modifier en profondeur le paysage politique en Europe (car en désacralisant le pouvoir de l'Église, et au prix d'affrontements meurtriers, notamment en France, il va peu à peu contribuer à légitimer celui des États ; lire supra) ;
- d'autre part, du fait qu'il valorise le libre-arbitre des individus en privilégiant la relation de face-à face de l'homme avec Dieu, au détriment de la relation de médiation défendue par les catholiques, il va bouleverser les mentalités bien au-delà de sa sphère d'influence directe.
De fait, les protestants contribuent nolens volens à l'émergence de l'individualisme (lire infra), voire de l'esprit d'entreprise. C'est du moins la thèse du sociologue Max Weber, en 1905, dans un ouvrage qui fera ensuite référence : L'Éthique protestante et l'Esprit du capitalisme. Ami personnel de Weber, le théologien Ernst Troeltsch souscrit globalement à cette thèse de même que la plupart des théologiens du XXe siècle,,, même si l'idée d'une filiation "protestantisme-modernité" est parfois contestée.
Selon l'universitaire Michel Grandjean, « la Réforme constitue un acteur important de la modernité dans sa globalité, ne serait-ce que parce que les Réformateurs ont toujours défendu la responsabilité de l'individu face à Dieu et aux institutions humaines » et, bien que « Luther, Calvin ou Zwingli n’étaient en faveur ni de la démocratie, ni du droit des femmes, ni de la liberté religieuse, leurs intuitions ont fécondé la modernité. Les Lumières n’auraient pas été possibles sans la Réforme : en prenant leurs distances avec l’Église, les réformateurs ont commencé à penser la notion de résistance au pouvoir politique. Calvin pensait que les autorités temporelles avaient toute légitimité concernant le domaine matériel, mais qu’on avait le droit de s’y opposer dans le domaine spirituel. Les idées réformatrices ont contribué à la valorisation de l’individu, qui est appelé à réfléchir par lui-même sur ce qui lui est bon ou pas ».

### La liberté: l'universalisme et l'individualisme
Selon le philosophe Vincent Citot, « l'esprit de la modernité », c'est la liberté :

« La liberté à laquelle aspire la modernité doit se comprendre comme une recherche d’autonomie : elle est l’acte par lequel l’individu refuse de voir son existence, ses valeurs et ses normes déterminées par une instance extérieure, quelle qu’elle soit. Elle est donc l’affirmation par l’homme de sa position de fondement. Présomption ruineuse ? Non, humanisme et lucidité. Ne rien tenir pour vrai et pour valable que ce que j’ai moi-même vérifié et pensé, tel serait le principe de la modernité, que Descartes a explicité en son temps. Cet humanisme prométhéen est le fondement de l’esprit moderne, qui fait de l’homme un dieu, en quelque sorte, contre le poids de la religion, des traditions et des coutumes. La modernité humaniste est donc une confiance indéfectible en la capacité de l’homme à trouver en lui-même le fondement des normes et des valeurs, ainsi que l’accès aux vérités de ce monde »

Mais, poursuit Citot, la liberté — au sens moderne — suppose d'une part l'affirmation du collectif (la société, la culture, l'État…) qui, seul, est apte à l'institutionnaliser ; d'autre part la mise en avant de l'individuel qui, — également lui seul — peut la concrétiser. Pas de liberté, par conséquent, sans universalisme et sans individualisme. Comment ses deux pôles, a priori antagonistes, peuvent-ils s'articuler ? Citot propose cette réponse :

« La culture apparaît comme une libération collective de l’homme par rapport aux impératifs de la nature, et la singularité individuelle entend se libérer à son tour de ce collectif, dont les normes transcendantes le placent dans une posture d’hétéronomie. L’affirmation de l’individualité face aux normes et aux exigences supra-individuelles sera l’une des caractéristiques de la modernité. L’individu entend exercer sa pensée et son esprit critique, il veut exprimer sa sensibilité propre, par-delà les dogmes et canons de la société à laquelle il appartient. L’individualisme ainsi compris n’implique aucune désocialisation ou repli sur soi égoïste . L’autonomie individuelle ne vise pas l’atomisation du tissu social, mais cherche seulement une forme de socialisation compatible avec le respect de la liberté individuelle. La démocratie moderne et le droit moderne seront une figure de ce compromis. »

### De la rationalité à la quête d'efficacité maximale

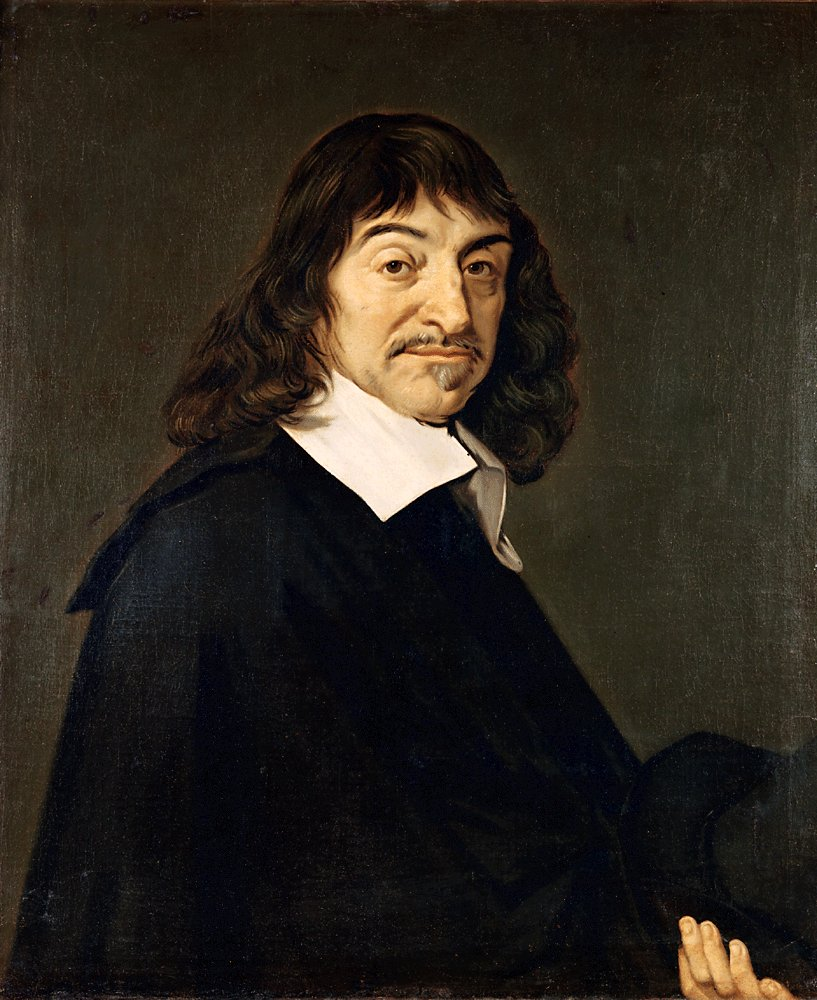
René Descartes

Se référant au Discours de la Méthode de Descartes (publié en 1637), en particulier à la célèbre formule « nous pourrions nous rendre comme maîtres et possesseurs de la nature », Thierry Ménissier estime qu'« on assiste (au XVIIe siècle) à une rationalisation progressive de tous les champs de l'activité humaine — notamment en art, en pédagogie et en droit — et par suite les conduites elles-mêmes, soumises au droit, deviennent davantage rationnelles. La science (ou scientificité) est désormais considérée comme une valeur, un moyen permettant à l'homme d'agir sur le monde ».
Cet exercice intensif de la raison s'exprime essentiellement de deux façons :
- d'une part sur la pensée elle-même, notamment à partir de la fin du XVIIIe siècle dans le champ de la philosophie, sous l'influence de Kant : c'est le criticisme ;
- d'autre part sur le réel objectif (l'environnement naturel), en premier lieu au cours du XIXe siècle à la suite du processus d'industrialisation, c'est la rationalisation.
- « L’âge des Lumières est celui de la critique et la critique, conçue comme une méthode d’investigation, de création et d’action, est le trait distinctif de la modernité : critique de la religion, de la philosophie, de la morale, du droit, de l’histoire, de l’économie et de la politique. Les idées cardinales de l’âge moderne – progrès, révolution, liberté, démocratie – sont issues de la critique »[75].

- « la modernité occidentale se caractérise (par ailleurs) par un processus de rationalisation des actions sociales. Max Weber établit une typologie des déterminants de l’action sociale : "traditionnelle", "émotionnelle", "rationnelle en valeur" et "rationnelle en finalité" »[76],[77].

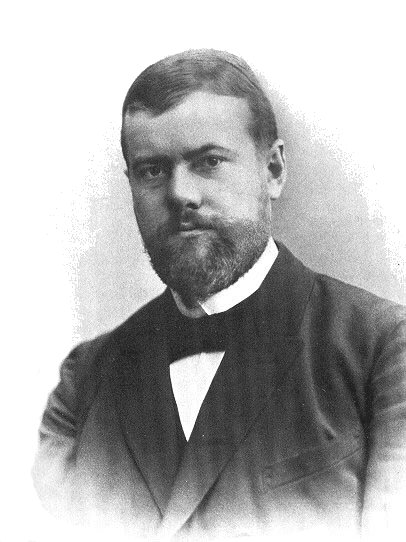
Max Weber

En 1905, dans L'Éthique protestante et l'Esprit du capitalisme, puis en 1919, dans Le Savant et le Politique, Weber voit dans la rationalisation le fondement par excellence de l'idée de modernité :

« Le destin de notre époque, caractérisée par la rationalisation, par l’intellectualisation et surtout par le désenchantement du monde, a conduit les humains à bannir les valeurs suprêmes les plus sublimes de la vie publique. Elles ont trouvé refuge soit dans le royaume transcendant de la vie mystique soit dans la fraternité des relations directes et réciproques entre individus isolés. »

Selon Weber, c'est dans le système capitaliste que le sens de la rationalisation se déploie de la façon la plus explicite. Mais, précise t-il, le capitalisme lui-même ne découle pas tant d'une quête de profit, comme les marxistes se plaisent à le penser, que d'une éthique héritière du protestantisme. Commentant cette analyse, Jacques Ellul écrit :

« Weber montre bien que (…) la rationalité ne vient pas de l’influence d’une philosophie à laquelle on adhérerait par conviction intellectuelle. Il ne cite même pas Descartes, il cherche plus profond. Quel est le soubassement ? Il faut qu’il y ait eu non pas une adhésion intellectuelle mais un changement de conception de la vie. Il met alors en valeur un aspect essentiel : l’esprit du capitalisme est une éthique. C’est-à-dire que le comportement économique du plus grand profit n’est pas seulement un résultat de l’appétit d’argent ou de puissance, ni une attitude utilitariste : il représente le bien. (…) (En revanche) un aspect considérable n’est pas retenu par Weber, c'est celui de la désacralisation. Si l’activité technique a pu prendre l’essor qu’elle a eu à partir du XVIIIe siècle, c’est parce que la Réforme a désacralisé la nature (…). Celle-ci est une sorte de domaine livré à l’homme pour être exploité. L’homme peut faire ce qu’il veut dans cette nature complètement laïcisée. Nous avons là aussi un renversement de conception décisif qui a préparé la possibilité d’une application sans frein des techniques. »

Ellul précise que selon lui, les humains sont tellement portés par cet esprit de rationalisation qu'ils multiplient et améliorent sans cesse les techniques, au point que celles-ci constituent désormais un nouvel environnement, au même titre qu'autrefois la nature. Selon lui, ce que Weber appelle « désenchantement du monde » ne correspond en réalité qu'à une « désacralisation de la nature » et c'est l'ensemble des techniques — par lesquelles les hommes ne cessent de désacraliser et profaner la nature — qui est désormais sacralisé. Ellul définit "la Technique" comme « la préoccupation de l'immense majorité des hommes de notre temps de rechercher en toutes choses la méthode absolument la plus efficace ».

### Changement, innovation, développement, croissance
En 1985, Jean Baudrillard qualifie la modernité de « morale canonique du changement ».
De fait, dans les milieux institutionnels, le goût du changement est souvent présenté comme une valeur de la modernité : « moderniser, c'est adapter l'action publique à la société de demain », estime par exemple Laure de La Bretèche, secrétaire générale pour la modernisation de l’action publique en 2017, évoquant « l'esprit de modernité » et la nécessité — selon elle — de le « rendre désirable ».
La même tendance s'observe dans le milieu du management. Selon certains observateurs, une entreprise, quelle que soit sa taille, est "moderne" dès lors qu'elle innove : « l’innovation est au cœur de la modernité. Dans la première phase (proto-modernité), elle est le fait d’ingénieux ; dans la seconde (post-modernité), d’ingénieurs. Les hyperfirmes (sic) gèrent et planifient l’innovation, dissuadant le développement d’innovations radicales. La troisième modernité constitue une rupture dans la vision de l’innovation. Elle est désormais le fait de toutes petites entreprises, les hypofirmes (sic), qui souhaitent rester petites, en adoptant une stratégie singulière, fondée sur une approche ressources-compétences idiosyncrasique, sur un marché étroitement délimité et sur un réseau relationnel fort ».
On retrouve enfin le thème de la modernité dans la plupart des grands débats sur le thème du développement, parfois sous la forme de questionnements : « la modernité désigne la nouveauté et le progrès. Elle suppose une rupture avec l'ancien ou le traditionnel. Par là, elle se rapproche du développement si l'on admet que ce dernier requiert lui aussi la croissance, l'évolution, le passage de l'ancien au nouveau, le progrès. Cependant, si le développement implique l'idée de progrès et si tout progrès connote l'idée de nouveauté, doit-on pour autant réduire le développement à la nouveauté comme telle ? ». Les réponses à ces questions sont partagées : alors que l'économiste Jean-Paul Karsenty n'hésite pas à associer les concepts de "modernité" et de "développement durable", d'autres, partant de l'idée que "la modernité" est une idéologie, se demandent, inquiets, si le concept de développement durable n'en est pas une nouvelle figure,.
D'un point de vue économique, le concept de modernité trouve sa justification dans les objectifs de croissance.

### Le confort matériel: première justification du productivisme
Le concept de modernité est très souvent associé au processus d'anthropisation, transformation physique de l’environnement terrestre sous l’effet des systèmes techniques de l’humanité, résultat du processus d'industrialisation amorcé au XVIIIe siècle. En vue d'analyser les soubassements éthiques de ce processus, différents intellectuels estiment que l'idéal de modernité est fondé sur l'alliance de deux termes en apparence antagonistes : le bonheur et le travail (lire supra).
Mais alors que pour certains « bonheur et modernité paraissent liés avec l’idée euphorique que la connaissance des lois de la nature et des « droits naturels » des humains permet d’être heureux », pour d'autres, le bonheur tel qu'il est promu par les Lumières ne s'apparente pas seulement à la connaissance des lois de la nature mais à l'assujettissement pur et simple de la nature : tout d'abord par le biais du travail humain puis, dans un second temps, au moyen de toutes sortes de techniques de production nées à la fois de l'essor du machinisme et d'un plaisir immodéré de "consommer" les produits rendus possibles par le "progrès technique" ("société de consommation").
C'est ainsi qu'au milieu des années 1960 — qui correspondent à l'apogée de la période de forte croissance économique dite "Trente Glorieuses" — quelques intellectuels considèrent que, sous l'effet du consumérisme, "bonheur" et "confort matériel" sont devenus des termes interchangeables.
- En 1965, dans son roman Les Choses, l'écrivain Georges Pérec pose un regard critique sur le matérialisme porté par la société de consommation. Interrogé peu après sur ses intentions, il répond : « il y a une espèce de bonheur de la modernité, même dans l’impossibilité ou la déception. Oui, c’est cela le bonheur dans la modernité. »[92].

- Deux ans plus tard, dans Métamorphose du bourgeois, Jacques Ellul écrit : « Il y a coïncidence historique entre le moment où se formule la conception juridico-idéologique du bonheur et celui où apparaissent les possibilités d’un bien-être matériel pour chacun. Cette coïncidence est décisive car, dès lors, le bonheur est associé à ce bien-être. L’idéologie du bonheur implique donc le développement technique nécessaire à une production de biens allant croissant : elle justifie la croissance économique et la civilisation technicienne. Par la suite, elle apparaît comme la compensation indispensable de l’immensité du travail à dépenser pour accéder au bien-être. (…) Le monde qui se fait sous nos yeux obéit à la même idéologie que celle du bourgeois du XVIIIe siècle, celle du bonheur. Mais le bonheur a changé de rôle et de signification : il était à l’origine une vision plus ou moins claire d’un monde souhaitable. […] Mais depuis, la création de bien-être au moyen d'une prolifération d'utilités (est devenue réalité). Et voici que cette multiplication d’objets à consommer produit un effet singulier : elle exige de celui qui les produit un sacrifice de plus en plus accentué : le travail »[93].

Par la suite, les analyses mettant en lien "l'idéologie du bonheur" et l'exigence de productivité par des moyens techniques sont plus rarement reprises. Ainsi en 1993, le sociologue Olivier Le Goff estime que « le confort n'est plus uniquement à comprendre comme une valeur emblématique de la modernité, autrement dit comme l'un de ses modes privilégiés de représentation et de légitimation, mais comme l'une de ses instances productrices de son sens». Selon lui, « la mise au travail d’une grande partie de la population passe par l’amélioration du confort, valeur méritoire et morale. (…) Mais c’est avant tout par la mécanisation progressive dont il est l’objet que le confort devient véritablement ce bien-être matériel qui engage un rapport nouveau au quotidien. Le confort, grâce à l’utilisation de la machine, devient synonyme de gain de temps et de moindre effort ».

## Les contextes de la modernité et les premières interrogations
Né au début du XIXe siècle avec Hegel, le concept de modernité s'est ensuite développé dans le contexte particulier d'une mutation sans précédent de la société occidentale, résultant de l'industrialisation et de l'urbanisation.
Durant la seconde moitié du siècle, Karl Marx en est sans conteste le premier critique. Estimant que l'économie constitue l'élément déterminant de la société, il estime que les principaux ingrédients en sont les structures du capitalisme.
D'autres penseurs vont lui emboîter le pas, depuis des analyses très différentes mais avec pour point commun la dénonciation des prétentions de la raison à pouvoir penser et changer le monde : Nietzsche à la fin du XIXe siècle et Freud au tout début du XXe siècle.
Également à cette époque, Max Weber considère que les valeurs de la modernité s'inscrivent directement dans le sillage de celles auxquelles elles prétendent s'opposer, à savoir celles du christianisme. Après lui, d'autres penseurs (notamment Carl Schmitt et Karl Löwith) estimeront que le discours sur la modernité constitue la transposition sécularisée d'une vision de l'histoire élaborée par le christianisme, approche qui sera par la suite parfois contestée.
Si l'on a longtemps opposé l'analyse de Marx et celle de Weber, certains s'efforcent sinon de les concilier, au moins les articuler, dont Löwith lui-même.

### Marx, Nietzsche, Freud et la philosophie du soupçon
Selon le philosophe Paul Ricœur, Marx, Nietzsche et Freud ont fortement contribué à remettre en question l'ensemble des discours sur la modernité car ils sont à l'origine d'une « perte de confiance » dans la capacité de la raison à interpréter le monde, contrairement à ce que l'on supposait depuis la théorie kantienne de la connaissance, selon laquelle toute l'évolution de l'humanité repose sur la primauté du sujet connaissant. Ricoeur voit en eux les maîtres du soupçon.
- Pour Marx, il n'y a pas de nature humaine ou d'essence de l'homme : l’histoire de l'humanité se résume à des rapports de force entre classes sociales en fonction de leurs intérêts respectifs. Dès 1848, il écrit : « Est-il besoin d'une grande perspicacité pour comprendre que les idées, les conceptions et les notions des hommes, en un mot leur conscience change avec tout changement survenu dans leurs conditions de vie, leurs relations sociales, leur existence sociale ? Que démontre l'histoire des idées, si ce n'est que la production intellectuelle se transforme avec la production matérielle ? Les idées dominantes d'une époque n'ont jamais été que les idées de la classe dominante »[98]. Selon Marx, la notion de sujet doit être indexée à celle du mode de production : toute marchandise est l'expression d'un rapport social entre des hommes, ce que la classe bourgeoise s'efforce d'occulter[99]. Analysant en 1990 la pensée de Marx, le philosophe Jacques Bidet dépasse les considérations économiques auxquelles, dit-il, on réduit souvent les rapports marchands. Selon lui, ceux-ci sont relativement autonomes et cette autonomie caractérise précisément ce qu'on appelle "modernité", ce que Marx n'a pas perçu à son époque[100].

- Depuis la publication en 1874 de De l’utilité et de l’inconvénient des études historiques pour la vie, où il posait la question « que veut et que peut l'homme moderne ? », Nietzsche est unanimement considéré comme le premier véritable critique de la modernité[101]. Selon lui, « l'homme libre et volontaire » n'est qu'un mythe car les humains ne peuvent s'empêcher de vivre en "troupeaux" et de se conformer à des règles morales arbitraires, contraignantes et aucunement émancipatrices. « Son originalité réside dans la relation conceptuelle qu’il établit entre la démocratie, définie tant au sens politique de démocratie libérale représentative (égalité des droits) qu’au sens sociologique (« égalité des conditions »), l’individualisme renforcé par la Réforme luthérienne, et le nationalisme, dont il montre le lien consubstantiel avec la modernité européenne »[102].

- En 1917, en pleine Première Guerre mondiale, Freud formule dans son Introduction à la psychanalyse sa théorie de l'inconscient. Son diagnostic est implacable : « le moi n'est pas maître en sa propre maison »[103] car il est sans cesse assailli de l'intérieur par les pulsions (le ça) et de l'extérieur par toutes sortes de convenances bourgeoises (le surmoi). Certains commentateurs de Freud estiment toutefois qu'en partant de ce constat, il jette les bases d'une « seconde modernité »[104],[105].

En France à partir de la fin des années 1960, les héritiers de ces trois penseurs seront considérés comme les fondateurs de la philosophie postmoderne. Citons Althusser, Derrida, Deleuze et Guattari pour Marx ; Foucault, pour Nietzsche ; Lacan, pour Freud.

### Urbanisation, massification et politique-spectacle
L'évolution de l'urbanisme fait partie intégrante de la problématique de la modernité,. C'est du moins ce qu'ont affirmé deux pionniers de la sociologie : Georg Simmel au début des années 1900, avec Les grandes villes et la vie de l'esprit, puis Max Weber, à la fin des années 1910, avec son essai La ville.
De nombreux débats existent quant au spectaculaire développement des villes au cours des deux derniers siècles mais les chiffres parlent d'eux-mêmes : en 1900, 15 % de la population mondiale habite en ville contre 3,4 % seulement en 1800. Cette progression est devenue exponentielle au XXe siècle puisqu'en 2007, le seuil des 50 % a été atteint et que le chiffre continue d'évoluer depuis[réf. nécessaire]. Retenons que le processus d'industrialisation entamé à la fin du XVIIIe siècle a enclenché un exode rural gigantesque et continu : l'ensemble des sociétés s'est massifié.
Dès la fin du XIXe siècle, les premiers sociologues se sont penchés sur cette soudaine évolution. En 1893, Émile Durkheim s'est interrogé sur ses conséquences sur la cohésion sociale, du fait du processus croissant de la division du travail et de la production en série. Deux ans plus tard, dans son livre Psychologie des foules, Gustave Le Bon (pionnier de la psychologie sociale) a observé comment le comportement d'un individu peut différer selon qu'il est isolé ou immergé dans une foule.
Aux lendemains de la Première Guerre mondiale, le premier conflit où sont utilisées des armes "modernes" (tanks, avions, gaz asphyxiants…) mais aussi le plus meurtrier de l'histoire, une interrogation revient, récurrente : "est-il finalement bon que l'homme soit devenu moderne ?",.
Et bien qu'infiniment moins violente en apparence, la massification de la société suscite également de vives inquiétudes de par le monde. Citons l'Autrichien Sigmund Freud (Psychologie des masses et analyse du moi, 1921), l'Américain Walter Lippmann (Public Opinion, 1922), l'Allemand Siegfried Kracauer (L'ornement de la masse, 1927) et l'Espagnol José Ortega y Gasset (La Révolte des masses, 1929), lequel en vient à dénoncer les "ravages de la démocratie".
La critique de la démocratie, quoique marginale, n'est pas nouvelle : alors que les philosophes des Lumières, en premier lieu Rousseau, avaient pensé le système de la démocratie représentative comme un fleuron de la modernité, les critiques de ce système ont afflué dès le XIXe siècle, en premier lieu chez Tocqueville, qui a dénoncé en 1835 la "tyrannie de la majorité" puis surtout chez Nietzsche, qui l'a associée à une "morale de troupeau" et qui, en 1886 dans Par delà le bien et le mal, a raillé "l'imbécilité parlementaire" et n'a vu dans l'État qu'un "monstre froid".
Bon nombre commentateurs soulignent combien l'évolution de la politique constitue un paramètre essentiel du concept de "modernité",,. Dès les lendemains de la Seconde Guerre mondiale, le sociologue belge Henri Janne retient essentiellement cinq dérives :

« Dans les grandes nations modernes, le peuple ne pouvant gouverner lui-même, délègue ses pouvoirs à des hommes qu’il choisit. Théoriquement, il devrait désigner les candidats les plus capables, ceux qui possèdent la conscience la plus élevée de leurs devoirs envers la collectivité et envers leurs mandants. Or, d’une manière générale, est élu le candidat qui parle le mieux au peuple.
Le deuxième défaut de la démocratie réside dans le jeu des partis. Composés, à l’origine, d’hommes désintéressés et soutenus seulement par leur attachement profond à quelques idées, les partis deviennent bientôt le centre de ralliement de tous les ambitieux qui veulent faire une « carrière politique », ou, ce qui est plus grave, obtenir par la politique, grâce à l’influence du parti et de ses chefs – leurs « amis » – des « places » ou des avantages économiques d’ordre divers.
Autre aspect de la question : à l’origine, les partis apparaissaient uniquement comme un moyen, moyen de réaliser des conceptions politiques. Or, ils sont devenus une fin : ce ne sont plus les idées incarnées par le parti qui constituent l’essentiel, mais le parti lui-même. La démocratie s’est transformée en une lice où s’affrontent les clubs comme des maisons rivales. L’intérêt du parti, au sens matériel, prime l’intérêt général.
Passons à la presse, souvent qualifiée de « quatrième pouvoir ». La presse démocratique est libre, c’est-à-dire qu’elle peut, dans des buts politiques, répandre les inventions les plus machiavéliques, les mensonges les plus éhontés quant aux intentions et aux actions du Gouvernement, sans que celui-ci ait d’autre moyen de remettre les choses au point que d’user des journaux qui le soutiennent et des moyens de propagande dont il dispose. Et il arrive que les trusts de la grande presse constituent des puissances politiques autonomes, jouent le rôle de véritables condottieri formant, professionnellement, des courants d’opinion comme leurs prédécesseurs de la Renaissance formaient des armées de métier.
L’un des aspects les plus étonnants de la démocratie, c’est l’insuffisance de l’éducation politique qu’elle donne à la jeunesse. (…) Or, c’est précisément dans les États démocratiques que le manque de sens politique, l’indifférence à l’égard des institutions, l’esprit d’irresponsabilité en matière de vote, l’absence d’une morale politique qui dicte des devoirs, ouvrent le champ à des conséquences catastrophiques qui se résument toutes en une seule : la masse populaire incapable de défendre ses droits est, en même temps, ignorante de ses devoirs. »

Ces différentes critiques seront par la suite maintes fois développées, donnant lieu à l'émergence d'un nouveau concept : la « politique spectacle ».

### Laïcisation, sécularisation, désenchantement
À la fin du XVIIIe siècle, les philosophes des Lumières ont largement axé leurs discours sur un affranchissement de la pensée vis-à-vis de toutes les doctrines d'ordre ou d'origine théologique. Toutes les prises de position qui s'en inspirent ensuite se réclament ouvertement d'un esprit de laïcité.
Différents signes toutefois laissent penser que celui-ci n'est pas exempt de religiosité. Ainsi, en 1793, pendant la Révolution française, les hébertistes transforment différentes églises en "temples de la Raison" et célèbrent le culte de la Raison en la cathédrale Notre-Dame de Paris. Trente ans plus tard Hegel (pourtant considéré comme un inspirateur de l'idée de modernité) affirme que « l’État, c’est la marche de Dieu dans le monde ». Également durant la seconde moitié du XIXe siècle émerge l'idée d'État-providence…
Le premier à émettre la thèse d'un transfert de religiosité dans le "monde moderne" est le sociologue Max Weber, en 1904-1905, dans un essai depuis devenu célèbre, L'Éthique protestante et l'Esprit du capitalisme. Tout en reconnaissant que le capitalisme se concrétise par une recherche de profit, il considère que celle-ci n'est pas portée par un esprit d'avidité mais au contraire par une éthique. Le capitalisme étant principalement l’œuvre de protestants pratiquant une forme d'ascétisme, "l'Esprit du capitalisme", selon Weber est d'origine religieuse.
Cette thèse sera d'autant plus commentée par la suite que Weber lui-même défend par ailleurs l'idée que le concept de modernité s'appuie tout entier sur celui de "désenchantement du monde" et sur la relativisation de tous les récits religieux. Or différents auteurs vont — au cours du XXe siècle et chacun à sa manière — accréditer la théorie selon laquelle toutes les prises de position visant à relativiser, voire discréditer les religions traditionnelles sont elles-mêmes empreintes de religiosité.
On doit au philosophe Carl Schmitt d'ouvrir en 1922 le débat sur la sécularisation par cette petite phrase : « Tous les concepts prégnants de la théorie moderne de l'État sont des concepts théologiques sécularisés »,. En 1938, Eric Voegelin introduit la notion de "religion politique" et en 1944, c'est au tour du Français Raymond Aron, fervent lecteur de philosophie allemande, de formuler le concept de « religion séculière », en deux articles parus dans La France libre.
En 1949, Karl Löwith avance la thèse selon laquelle « la philosophie de l'histoire est une transposition de la doctrine chrétienne du salut (eschatologie) ».
Commentant en 1957 le phénomène de la société de masse et les prises de position selon lesquelles celle-ci deviendrait "individualiste" et "non-religieuse", Carl Gustav Jung écrit :

« L'individu se voit privé de plus en plus des décisions morales, de la conduite et de la responsabilité de sa vie. En contrepartie, il est — en tant qu'unité sociale — régenté, administré, nourri, vêtu, éduqué, logé dans des unités d'habitation confortables et conformes, amusé selon une organisation des loisirs préfabriquée… l'ensemble culminant dans une satisfaction et un bien-être des masses, qui constitue le critère idéal.
L'État s'est mis à la place de Dieu et c'est pourquoi, dans cette optique, les dictatures socialistes sont des religions au sein desquelles l'esclavage d'État est un genre de culte divin. (…) Le but religieux, libération du mal, réconciliation avec Dieu et récompense dans l'au-delà, se transforme sur le plan étatique en promesses d'ici-bas : libération des soucis du pain quotidien, répartition équitable des biens matériels, bien-être général dans un futur pas trop lointain, réduction des heures de travail… »

En France, l'analyse selon laquelle le discours moderniste serait empreint de religiosité n'est guère relayée. En 1973, toutefois, Jacques Ellul consacre tout un ouvrage à ce sujet, Les nouveaux possédés :

« C’est devenu un lieu commun, que l’on tient pour une évidence vérifiée : le monde moderne est un monde séculier, sécularisé, athée, laïcisé, désacralisé, démythisé. Et dans la plupart des écrits contemporains, on considère tous ces termes comme équivalents sans prendre en compte les différences considérables qu’il peut y avoir par exemple entre laïcisation et sécularisation ou entre désacralisation et démythisation. On veut en gros exprimer l’idée que le monde moderne est devenu adulte ou majeur parce qu’il ne croit plus, il veut des preuves, il obéit à la raison et non aux croyances, surtout religieuses, il s'est débarrassé de Dieu, et lui parler de religion n'a plus de sens. Il est entré dans un nouveau mode de pensée, qui n’est plus la pensée traditionnelle s'exprimant dans les mythes.
Il est difficile de discerner si, dans ce genre de propos, il s’agit d’un constat de fait, d'un souhait, d’une constatation sociologique ou d’une construction imaginaire, élaborée à partir de l’idée qu’on peut se faire d’un homme imbu de la science. En réalité, si l’on examine les textes qui reposent sur ces affirmations, on s’aperçoit qu’il s’agit d’une explication a posteriori. On part de l'évidence : « l’homme moderne ne veut plus entendre parler du christianisme, il a perdu la foi, l’Église ne mord plus sur la société, elle n’a plus d’audience, le message chrétien ne veut rien plus dire ». Mais comme l’on constate en même temps que l’homme moderne reçoit plus ou moins une éducation technicienne sinon scientifique, on en conclut implicitement : « c’est parce que cet homme est imbu de science qu’il est non religieux » et l’on assimile alors le rejet du christianisme avec l’abandon de toute posture religieuse.
On proclame que l’homme moderne n’est plus religieux mais on se garde bien de dire ce qu'est la religion, et de même le sacré ou le mythe… et si parfois on s'y hasarde, c'est toujours une définition ad hoc, faite après coup, dans un but de légitimation. Il y a là une complète obéissance à des présupposés non critiqués, formulés sans discernement. »

En octobre 2004, Myriam Revault d'Allonnes et Michaël Fœssel organisent à la Sorbonne un colloque intitulé « Modernité et sécularisation ». Professeur de philosophie à Ottawa et spécialiste de Schmitt, Daniel Tanguay indique que, selon lui, l'épuisement du concept de modernité par le post-modernisme est à l'origine du présentisme contemporain et que celui-ci, « en vidant le futur de tout sens, ne permet plus de nourrir d'espoir au présent et laisse en partage un certain désespoir ».

### De l'individualisme au narcissisme
On a vu que le concept de modernité s'est développé dans le sillage de la théorie kantienne de la connaissance, selon laquelle toute l'évolution de l'humanité repose sur la primauté du sujet connaissant : l'individu. Et l'on a vu également que l'individualisme — plus exactement l'idée que les individus peuvent s'émanciper de toutes les croyances en faisant l'exercice de leur raison — a été remis en cause par Freud, selon qui « le moi n'est pas maître en sa maison », car étant la proie d'une part de toutes sortes de pulsions (le ça), d'autre part d'un grand nombre de contraintes sociales (le surmoi).
Disciple dissident de Freud, Carl Gustav Jung affirme que l'on ne naît pas individu, on le devient : l'individuation est « un processus par lequel un être devient une unité autonome et indivisible » mais ce processus lui-même n'a cours qu'au prix d'une longue et difficile dialectique du moi et de l'inconscient : faute de s'y consacrer, un grand nombre d'humains succombent au Zeitgeist et aux lieux communs véhiculés par la société de masse : « seul peut résister à une masse organisée le sujet qui est tout aussi organisé dans son individualité que l'est une masse ».
Inspiré à la fois par les théories de Jung et par celles, plus récentes, du Français Guy Debord (La Société du spectacle, 1967), l'Américain Christopher Lasch affirme en 1979 que, confrontés à la culture de masse et faute d'un capital culturel minimal, un grand nombre de sujets sont incapables de mener la moindre introspection, faire preuve du moindre esprit critique réflexif ; ils ne peuvent se supporter eux-mêmes qu'en se mentant constamment, en (se) donnant une image d'eux-mêmes à la fois superficielle et fausse. En définitive, affirme t-il, ce que l'on appelle "individualisme contemporain" doit être qualifié de "narcissisme". « En instaurant un monde d'objets éphémères, l'ère industrielle plonge (l'humain) dans un nouveau rapport à lui-même. Devant l'instabilité et le caractère fondamentalement éphémère de tout ce qui l'entoure, il a dorénavant le sentiment que rien ne lui survit ».
Après Lasch, d'autres penseurs étudient la modernité sous le prisme de l'homme centré sur lui-même ; citons Gilles Lipovetsky en 1983, Charles Taylor en 1989, Alain Ehrenberg en 1998 et les cercles psychanalytiques.

## Les domaines de la modernité
"La modernité" s'exprime au fil du temps de manières différentes : par les arts, la science et la technique, l'évolution des idées (notamment en philosophie et en politique) mais aussi dans le cadre de la vie quotidienne. Un regard d'ensemble sur ces différentes "modernités" permet d'évaluer ce qu'elles ont en commun.

### Littérature et poésie
À la fin du XVIIe siècle est née au sein de l’Académie française une polémique connue sous l'appellation Querelle des Anciens et des Modernes qui connaîtra des prolongements au siècle suivant, quand Marivaux inaugurera un genre tout à fait nouveau de théâtre et que Diderot définira le genre du drame bourgeois. Et c'est un poète du XIXe siècle, Charles Baudelaire, qui ouvre le débat sur "la modernité" bien au-delà des cercles littéraires, quand, en 1863, il publie dans Le Figaro un article qui sera par la suite très largement commenté : Le Peintre de la vie moderne. Dix ans plus tard, dans Une saison en enfer, Arthur Rimbaud lance cette injonction : "il faut être absolument moderne".

### Art et architecture
Au milieu du XVIe siècle, le tout premier historien de l'art, Giorgio Vasari, qualifie de maniera moderna la manière de peindre de Léonard de Vinci.
L'adjectif "moderne" revient ensuite régulièrement dans les domaines de l'art et de la littérature pour désigner la capacité des artistes et des écrivains de s'émanciper des codes esthétiques en vigueur, voire à les transgresser de façon plus ou moins radicale.

### Philosophie
Comme il est signalé dans la section De la rationalité à la quête d'efficacité maximale, Descartes introduit explicitement le concept de modernité en philosophie par son Discours de la méthode en 1637, en affirmant qu'un individu ne peut se dire "homme" que dès lors qu'il procède à un usage systématique de sa raison : c'est le fameux "Je pense, donc je suis". Au fil de son siècle, le premier champ d'application de cette approche est celui des sciences. Mais à la fin du siècle suivant, dit "Siècle des Lumières", plus précisément durant sa seconde moitié, l'ensemble des philosophes européens se mobilisent pour appliquer le principe de la rationalité à tous les champs de l'existence.
Sous l'impulsion de deux d'entre eux, Diderot et d'Alembert, ils élaborent durant plusieurs années un corpus dont l'objectif est de recenser l'ensemble sur des connaissances dans tous les domaines : l'Encyclopédie. Cette entreprise les conduit à prendre conscience du caractère relatif des connaissances : leurs contenus et les méthodes pour les acquérir varient sensiblement non seulement selon les régions du globe mais aussi, pour ce qui concerne la leur — l'Europe — au fil du temps. C'est ainsi que "le sens de l'histoire", l'historicité, va constituer peu à peu l'axe premier du concept de modernité et que va prendre son essor ce que l'on appelle la "philosophie de l'histoire".
Un des postulats des théoriciens de la modernité et du progrès repose sur l'idée que les individus sont non seulement « autonomes » par rapport au processus historique mais que chacun d'eux dispose de la capacité d'en infléchir le cours en exerçant ses responsabilités. C'est pourquoi une certaine « philosophie de l'action » va peu à peu se retrouver au cœur même du concept de modernité[réf. nécessaire].

### Technique
Comme déjà précisé plus haut, Pierre Chaunu associe l'idée de modernité avec l'histoire des instruments de mesure du temps. Et selon lui, cette histoire remonte au début du XIVe siècle, quand se développent les premières horloges mécaniques. Déjà en 1934, l'historien américain Lewis Mumford écrivait :

« L’horloge n’est pas seulement un moyen de suivre la marche des heures ; c’est aussi un moyen de synchroniser les actions des hommes. […] C’est l’horloge, non la machine à vapeur, qui est la machine vitale de l’ère industrielle moderne… Dans sa relation à des quantités d’énergie déterminables, à la standardisation, à l’action automatique, et finalement à son produit propre et spécial, l’heure exacte, l’horloge a été la machine la plus avancée de la technique moderne ; et à chaque période elle est restée en tête : elle marque une perfection à laquelle les autres machines aspirent. »

Selon Chaunu, l'idée de modernité s'inscrit vraiment dans les esprits au début du XVIIe siècle, en 1609 exactement, quand Galilée utilise une lunette — utilisée jusqu'alors dans les situations de guerres — pour observer le ciel et quand, l'année suivante, il écrit : « J'ai vu en un an vingt fois plus de choses que tous les hommes n'en ont vu en 5 600 ans. »
À l'époque, Galilée ignorait ce que la théorie de la relativité permettrait de comprendre, trois siècles plus tard, que plus on regarde loin dans l'espace, grâce à un télescope, et plus on regarde l'univers tel qu'il était dans le passé. Selon Chaunu, l'idée de modernité devient prégnante au fur et à mesure que se développent les instruments de mesure, qu'il appelle "multiplicateurs sensoriels". Grâce à eux, dit-il, et grâce aux nouvelles techniques en navigation, autorisant la découverte des continents lointains, les humains accèdent à une approche de leur géographie et de leur histoire qui, non seulement dépasse les limites de leur échelle d'individus (ce qu'ils pouvaient déjà ressentir auparavant avec le sentiment d'éternité) mais qu'ils sont cette fois en mesure d'analyser, mesurer, dater, quantifier, objectiver.

### Vie politique
Les discours des Lumières, au fil du XVIIIe siècle — en premier lieu ceux de Jean-Jacques Rousseau — ont constitué le socle idéologique de la Révolution française et fondé ce que le politologue Maurice Barbier appelle la « modernité politique » :

« La modernité politique consiste essentiellement dans la séparation entre l'État et la société civile, entre la sphère publique et le domaine privé. Elle résulte d'un long processus historique qui conduit de l'État ancien à l'État moderne, devenu distinct et séparé de la société. Elle n'apparaît qu'à la fin du XVIIIe siècle, presque simultanément aux États-Unis et en France. Elle se répand ensuite progressivement en Europe où elle trouve ses théoriciens et ses critiques. Mais elle se heurte aussi à de sérieux obstacles, notamment le fait national, les divers totalitarismes et l'intégrisme religieux. »

Le débat sur la question de la modernité se focalise sur la figure sur de l'État.

### Vie quotidienne
« Par sa description des détails de la vie sociale, Georg Simmel dessine au début du XXe siècle le portrait d’une modernité à la fois libératrice et aliénante ».

## Les lieux de la modernité

### Europe et Occident
Le capitalisme est né en Europe au XIIe siècle, précisément au moment où le mot capital entrait en usage pour désigner une quantité d'argent à faire fructifier. C'est donc à cette époque et à cet endroit que s'est développé le discours justifiant les principes et les méthodes du capitalisme. Et dès lors que celui-ci s'incarnait dans la figure de l'entrepreneur et qu'il allait sans cesse prendre de l'ascendant par rapport à l'homme d'Église et l'homme d'État, le concept de modernité ne pouvait qu'être exporté dans l'ensemble du monde.
De fait, au début du XVIe siècle, l'image la plus connue de l'entrepreneur est celle du conquistador : l'homme qui, précisément quitte l'Europe pour découvrir et annexer, coloniser, de nouveaux territoires ; et qui, ce faisant, va y exporter ses propres valeurs et références : le christianisme et l'esprit d'entreprendre. C'est ainsi que peu à peu, le monde entier s'est "européanisé" et que l'on parle alors d'occidentalisation du monde. Comme l'avance en 1985 l'ethnologue Georges Balandier, « la modernité occidentale est conquérante et elle se donne comme exclusive ».
Sur l'aspect du capital qui représente une certaine quantité d'argent, le sociologue Ferdinand Tönnies, à la fin du XIXe siècle, soutient que l'argent est le marqueur le plus significatif de la modernité. Par lui, l'humanité découvrirait la réalité, le concret, l'historique. L'argent représente le mouvement de l'univers aussi bien que l'instantané. Avec lui, les lois propres des choses s'imposent, et les dégagent des d'opinions personnelles des uns et des autres. Ainsi, de l'argent, découlerait, à cette époque, une relation nouvelle entre la liberté et la dépendance. L'argent donnerait tout à la fois une indépendance à chaque personne, mais dans le même mouvement leur égalisation, leur nivellement, leur inclusion dans des cercles sociaux toujours plus grand.

### De la ville à la masse
Jacques Attali avance que c'est d'abord parce qu'ils sont les "inventeurs de la ville", ou plus exactement de la Cité-État, que les Grecs figurent parmi les premiers grands "modernes" européens : pas de modernité sans contradiction, sans débat démocratique, sans agora, voire sans multitude.
Ainsi, Londres, Paris, Berlin, Vienne… les capitales européennes les plus peuplées durant la fin du XIXe siècle colportent la réputation d'être les principaux "foyers de modernité", ainsi que le soulignent dès cette époque les premiers grands sociologues, notamment Georg Simmel,car, de par leur dimension cosmopolitique, ils constituent les lieux de confrontation d'idées par excellence.
« Mais la modernité n'est pas seulement la ville précise Henri Meschonnic, elle est "les masses". L'ère des masses. »

## Les époques de la modernité

### L'épineuse question des origines
Il est parfois d'usage de qualifier l'homo sapiens (apparu il y a 200 000 ans) d'homme moderne, et par conséquent de faire remonter la question de la modernité aux origines mêmes de l'humanité. Selon l'essayiste Jacques Attali, il est toutefois préférable de réserver le qualificatif de "moderne" aux moments où les humains se montrent sensiblement plus ouverts au changement que par le passé : 

« Pendant des millénaires, les sociétés préhistoriques se sont voulues répétitives, de peur que tout changement soit porteur de mort. Les hommes espéraient, sans en être assurés, le retour du soleil chaque matin, de la pluie chaque automne, des premières pousses chaque printemps. Rien ne les inquiétait plus que le changement. La modernité, c'était donc pour eux le retour au même. Puis le neuf au service de l'individu est devenu une valeur positive, avec les premiers progrès techniques : le feu, la pierre taillée, puis polie, le levier, la roue et le passage du nomade au sédentaire, de la campagne à la ville. C'est d'abord le monde des nomades du Proche-Orient et des marins de la Méditerranée, inventeurs de l'agriculture et de la ville. En particulier le monde hébraïque puis le monde grec font l'apologie du nouveau. Le monde romain reprend à son compte une partie de l'héritage des mondes juifs et grec. Puis le christianisme. Cette modernité durera plus de mille ans…
À partir du XIIe siècle débute en Italie et en Europe du Nord une révolution économique et culturelle. Les marchands commencent à produire autrement. Le salariat voit le jour. Les bourgeois veulent un autre art : ils financent des beffrois, qui concurrencent les clochers. L'architecture, la musique et la littérature s'intéressent à d'autres sujets que le religieux. À partir du XVe siècle, l'invention de l'imprimerie (dans les années 1450), la découverte des Amériques (1492) et la comptabilité engendrent en Europe ce que l'on appellera plus tard "l'Europe des temps modernes". Peu à peu se forme une nouvelle idée de la modernité qui n'est ni grecque ni chrétienne : ce n'est plus la modernité de l'Être ni de la Foi mais celle de la raison. »

Les origines du concept de modernité sont donc extrêmement floues dans la mesure où les critères pour le définir sont variables :
- grandes mutations biologiques puis psychosociales survenues durant la préhistoire : capacité de se tenir debout et de manipuler des objets ; structuration du langage ; capacité de concevoir et fabriquer des objets (le feu, les vêtements, la roue, autres techniques…) ; domestication de l'environnement (agriculture, élevage d'animaux, création de routes et de ponts…) ; développement de la "pensée magique" (proto-religions)…
- débuts de l'histoire : invention de l'écriture, premières villes, premières civilisations…
- débuts de la réflexivité : judaïsme et christianisme, premières "religions du livre" ; naissance de la philosophie en Grèce (capacité à penser la condition humaine par l'usage exclusif de la raison) ; naissance des sciences (approches théoriques du réel, là encore au moyen exclusif de la raison) ; invention de la démocratie ; naissance de l'histoire en tant que science (Hérodote, Ve siècle av. J.-C.), donc de l'historicité (conscience du temps qui passe et des rapports de causalité entre les faits, qu'ils soient provoqués par la nature ou par les hommes, conduisant à l'émergence d'un véritable sens "sens de l'histoire" (le mot "sens" étant pris dans sa double acception : "déroulement" et "signification").

Dans la pratique, la plupart des intellectuels s'accordent à faire coïncider l'apparition du concept de modernité avec la naissance de ce que l'on appelle généralement l'humanisme. Là encore, toutefois, les points de vue divergent : à quand faire remonter l'humanisme ? Certains, tels Levant Yilmaz, situent son orée au début du XIVe siècle, quand Dante et Pétrarque abandonnent le latin — la langue de l'Église par excellence — pour s'exprimer dans une langue vernaculaire, en l'occurrence le toscan. En définitive, le moment suscitant le plus grand consensus est le XVIe siècle, siècle de la Réforme protestante, prélude de ce que le philosophe Marcel Gauchet appelle "la sortie de la religion", c'est-à-dire celui de la prétention des hommes à s'autodéterminer, interpréter et conduire leur propre histoire sans se référer aucunement à la moindre autorité transcendante, voire en niant tout principe de transcendance (athéisme).

### L'émancipation humaniste (XVIesiècle)
Comme bon nombre d'intellectuels, Jürgen Habermas estime que les véritables origines du concept de modernité se situent autour de 1500, soit aux moments de la découverte du nouveau monde, de la Renaissance italienne et de la Réforme, premier grand mouvement de contestation de l'Église catholique.
Célèbre pour son ouvrage Le Prince, paru en 1532 et qui constitue une première ébauche de la philosophie politique, le Florentin Nicolas Machiavel est fréquemment considéré comme l'un des initiateurs du concept de modernité en Europe.
Dans un essai intitulé Les Trois Vagues de la modernité et paru en 1975 — soit deux ans après sa mort — le philosophe Leo Strauss voit en lui "la première vague de la modernité" :

« Qui donc est le premier philosophe politique à avoir explicitement rejeté toute la philosophie politique antérieure comme fondamentalement insuffisante, voire erronée ? Il n’est pas difficile de répondre : il s’agit de Hobbes. Pourtant, un examen plus minutieux montre que, quoique très originale, la rupture radicale de Hobbes avec la tradition de la philosophie politique ne fait que prolonger le travail entrepris en premier lieu par Machiavel. Machiavel, de fait, ne mettait pas moins radicalement en question que Hobbes la valeur de la philosophie politique traditionnelle ; il ne prétendait pas moins clairement que Hobbes se situer à l’origine de la véritable philosophie politique, même s’il exprimait cette prétention plus discrètement que Hobbes n’allait le faire. »

### L'essor des sciences et du rationalisme (XVIIesiècle)
Vers 1620, l'Anglais Francis Bacon développe une théorie de la connaissance basée sur l'expérience. En fondant la pensée scientifique sur l'empirisme, il inaugure une toute nouvelle façon de penser le monde.
Quelques années plus tard, en 1637, le Français René Descartes se fait l'apologue du rationalisme dans son célèbre Discours de la Méthode. Son célèbre "Cogito ergo sum" introduit le subjectivisme dans le champ de la philosophie et c'est à ce titre qu'il est régulièrement considéré comme un "fondateur de la modernité",.
Rompant l'un et l'autre avec la pensée scolastique, qui a irrigué tout le Moyen Âge, ces deux philosophes contribuent à répandre un nouveau paradigme en Europe : le matérialisme. Du moins contribuent-ils à diffuser l'idée que l'homme est désormais apte à penser par lui-même le monde et sa propre condition, et non plus dans une optique religieuse, ni même aristotélicienne.

### Les libertés politiques et économiques (finXVIIIesiècle)
Selon Strauss, « la seconde vague de la modernité apparaît avec Rousseau. Ce penseur a transformé le climat moral de l’Occident aussi profondément que Machiavel. »

### Lacrise de la modernité(finXIXesiècle-XXesiècle)
Non seulement le thème de la « crise de la modernité » est devenu récurrent dans les sciences humaines tout au long du XXe siècle mais aussi, plus largement, celui de « crise ». Selon Edgar Morin, « la notion de crise s’est (alors) répandue à tous les horizons de la conscience contemporaine. Il n’est pas de domaine qui ne soit hanté par la notion de crise : le capitalisme, le droit, la civilisation, l’humanité… Mais cette notion en se généralisant s’est vidée de l’intérieur ».)
En entend par « crise de la modernité » l'ensemble des interrogations, voire le désarroi, d'un grand nombre de philosophes, constatant dès la fin XIXe siècle que leurs idées non seulement sont sans effet sur le contrôle du réel (projet des Lumières) mais sur sa compréhension.
Strauss situe l'amorce de cette crise à la pensée de Nietzsche.

## Quelques regards contemporains sur l'évolution du concept

### Désenchantement du monde ou sacralisation de la technique
Le perfectionnement des techniques de guerre constitue une cause principale de l'étendue du désastre de la Première Guerre mondiale (plus de 40 millions de morts). à la même époque, le taylorisme et le fordisme se répandent de plus en plus dans les usines aux États-Unis. Le thème de la machine entre alors dans les préoccupations d'un certain nombre de philosophes et de sociologues mais aussi d'auteurs de fiction tels le Tchèque Karel Čapek qui, en 1920, dans son roman d'anticipation R. U. R., imagine un monde façonné par des machines androïdes qui, dénuées de toute sensibilité, finissent par anéantir l'humanité (le mot « robot » est à cette occasion utilisé pour la première fois).
Différents questionnements émergent durant l'entre-deux-guerres : les humains ne sont-ils pas sur le point de sacrifier leurs vies aux machines ? Consciemment ou pas, n'en viennent-ils pas à les valoriser à l'excès ? Si tel est le cas, la thèse weberienne du désenchantement du monde est-elle vraiment pertinente ? Et si ce n'est pas le cas, le désenchantement du monde ne s'accompagne t-il d'un "désenchantement de l'humanité" dans sa globalité, une déperdition de sens ?
Recevant en 1927 le prix Nobel de littérature, le philosophe Henri Bergson prononce ces mots : « on avait pu croire que les applications de la vapeur et de l’électricité, en diminuant les distances, amèneraient d’elles-mêmes un rapprochement moral entre les peuples : nous savons aujourd'hui qu'il n’en est rien, et que les antagonismes, loin de disparaître, risqueront de s’aggraver s’il ne s’accomplit pas aussi un progrès spirituel, un effort plus grand vers la fraternité ».
De même, en 1930, dans La rançon du machinisme, l'écrivaine italienne Gina Lombroso voit dans l’industrialisation « un symptôme de décadence intellectuelle et morale ». L'année suivante, le philosophe Oswald Spengler estime que « la mécanisation du monde est entrée dans une phase d'hyper tension périlleuse à l'extrême. […] Un monde artificiel pénètre un monde naturel et l'empoisonne. La civilisation est elle-même devenue une machine, faisant ou essayant de tout faire mécaniquement ». Toujours en 1931, dans De la destination de l’homme. Essai d’éthique paradoxale, Nicolas Berdiaev écrit : « si la technique témoigne de la force et de la victoire de l’homme, elle ne fait pas que le libérer, elle l’affaiblit et l’asservit aussi. Elle mécanise sa vie, la marquant de son empreinte. (…) La machine détruit l’intégralité et la coalescence anciennes de la vie humaine. Elle scinde, en quelque sorte, l’esprit de la chair organique et mécanise la vie matérielle. Elle modifie l’attitude de l’homme à l’égard du temps, modifie ce dernier lui-même qui subit alors une accélération précipitée »,.
Introduite dès la fin du XIXe siècle (lire la section Crise de la modernité), l'idée de « crise de la modernité » se généralise au point que le terme « crise » se répand dans l'ensemble des sciences humaines. En 1935, deux ans après l'accession au pouvoir d'Hitler en Allemagne et quatre ans avant que n'éclate la Seconde Guerre mondiale, Edmund Husserl rédige une série d'essais qui ne seront publiés qu'après sa mort, en 1954, sous le titre La Crise des sciences européennes et la phénoménologie transcendantale et connus sous le diminutif Krisis. Dans ces textes, il formule l'idée que toute l'Europe de l'Ouest traverse une gigantesque crise morale et que celle-ci repose sur l’abandon progressif de l’idéal grec de la philosophie au profit d’une science étroitement objectiviste et matérialiste.